# Puch Maxi
Das Puch Maxi ist ein Mofa, das von Steyr Daimler Puch und später von Piaggio hergestellt wurde. Das Design des Maxi stammt von Louis Lucien Lepoix.

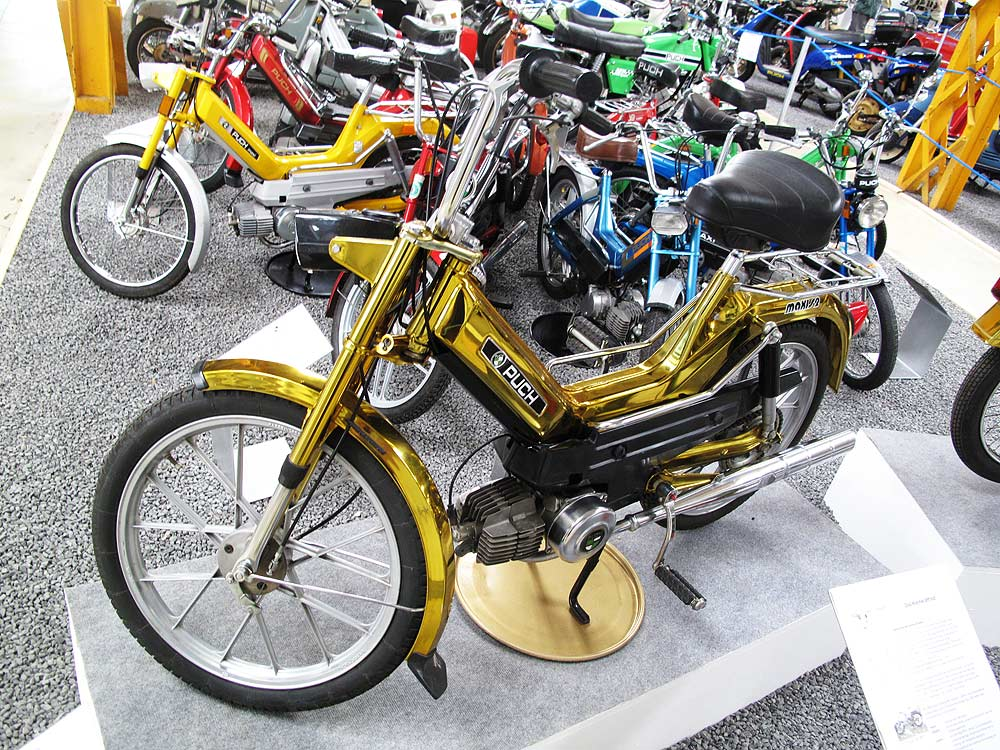
Das vergoldete Puch Maxi L2 markiert volle drei Millionen erzeugte Puch-Mopeds (Johann Puch-Museum Graz)

Die Maxi-Modelle wurden zwischen 1969 und 1995 gebaut. Allerdings heißen die ab 1991 gebauten Modelle LG1 und LG2. Die Puch Maxi war das letzte Mofa von Puch, das vor dem Verkauf der Moped- und Fahrradproduktion an Piaggio gebaut wurde. Ein typisches Merkmal der Maxi ist der bereits im Rahmen integrierte Tank, beim Modell Maxi N außerdem ein starrer Rahmen ohne Hinterradfederung.

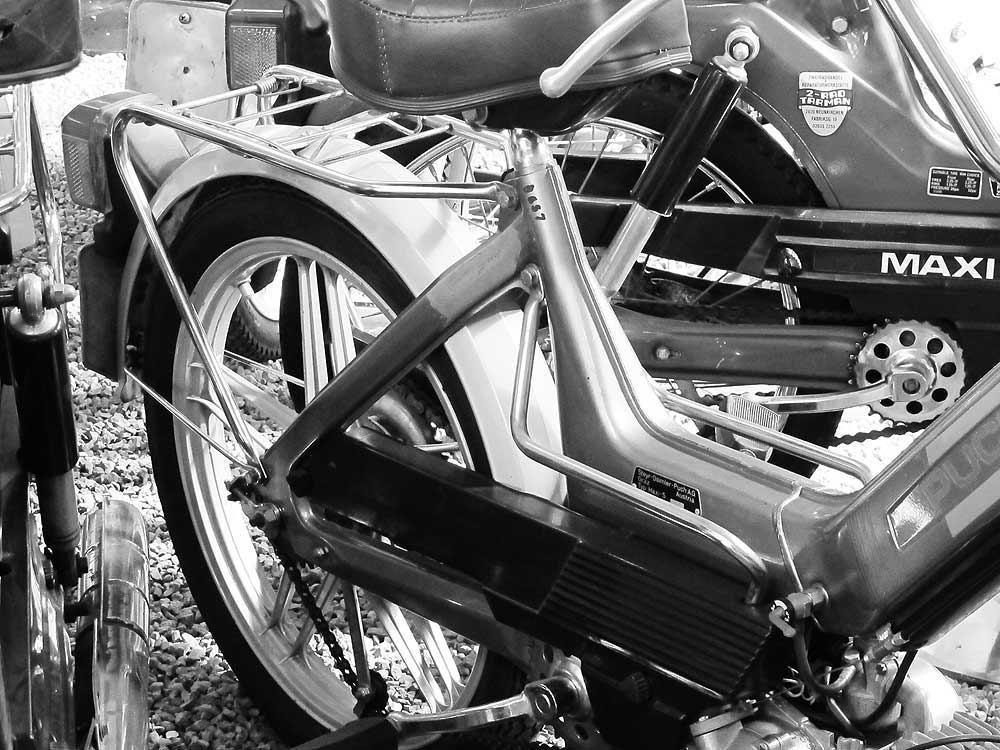
Das starre Rahmenheck (Johann Puch-Museum Graz)

## Vorgeschichte
Zweiradexperte Friedrich F. Ehn nennt das Puch X 30, wie es 1962 für die Schweiz gefertigt wurde, als unmittelbaren Maxi-Vorläufer, der sich in der Konstruktion völlig vom älteren Puch MS 50 abhob. Das MS 50 von 1954 (genannt: „Stangl-Puch“, „Postler-Moped“, „Schichtler-Moped“, „Maurer-Bock“, „Schwarze Sau“) war der erfolgreiche konstruktive Schritt in die Lücke zwischen dem Fahrrad mit Hilfsmotor und dem Motorrad. Dieser Entwicklung ging im Puchwerk die „Styriette“ von 1938/1939 voraus.

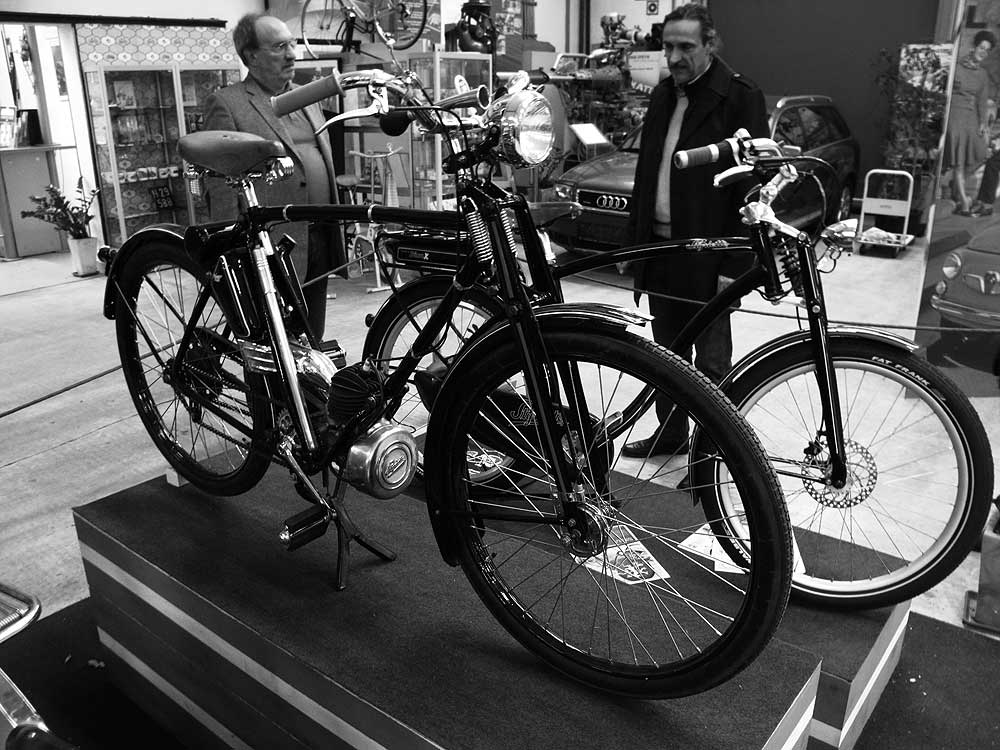
Das Motorfahrrad „Styriette“ von 1938
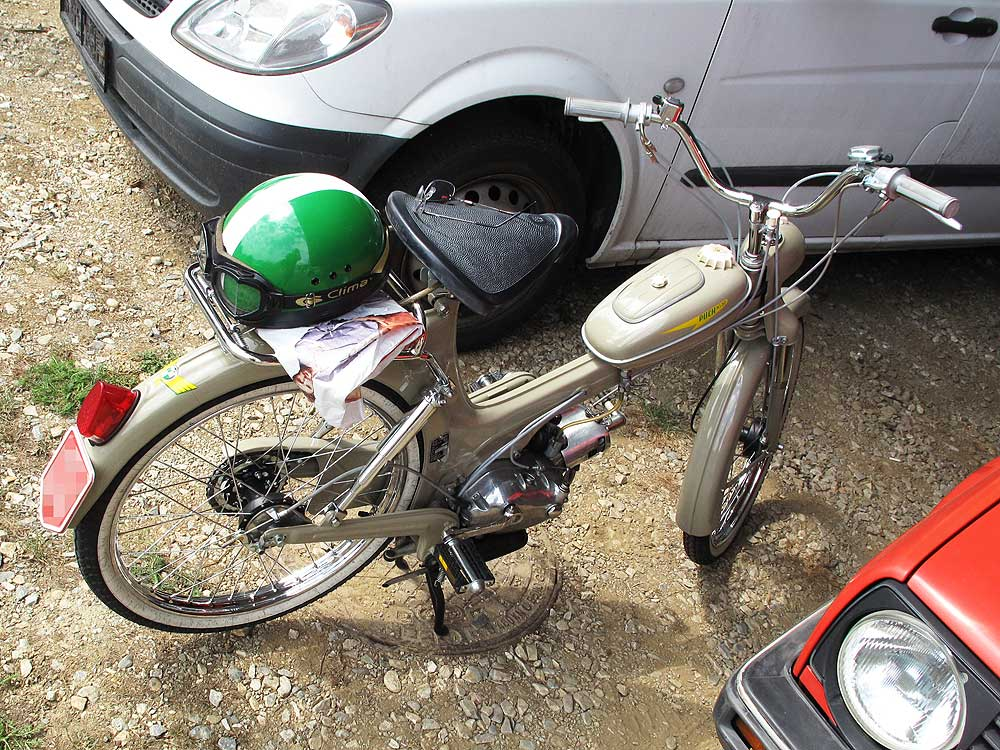
Aus dieser Perspektive ist gut zu erkennen, wie zart die 1954er MS 50 gegenüber späteren Modellen ausgeführt war
Maxi-Vorläufer X30 (Späte 70er-Jahre-Version)

## Sport und Spaß

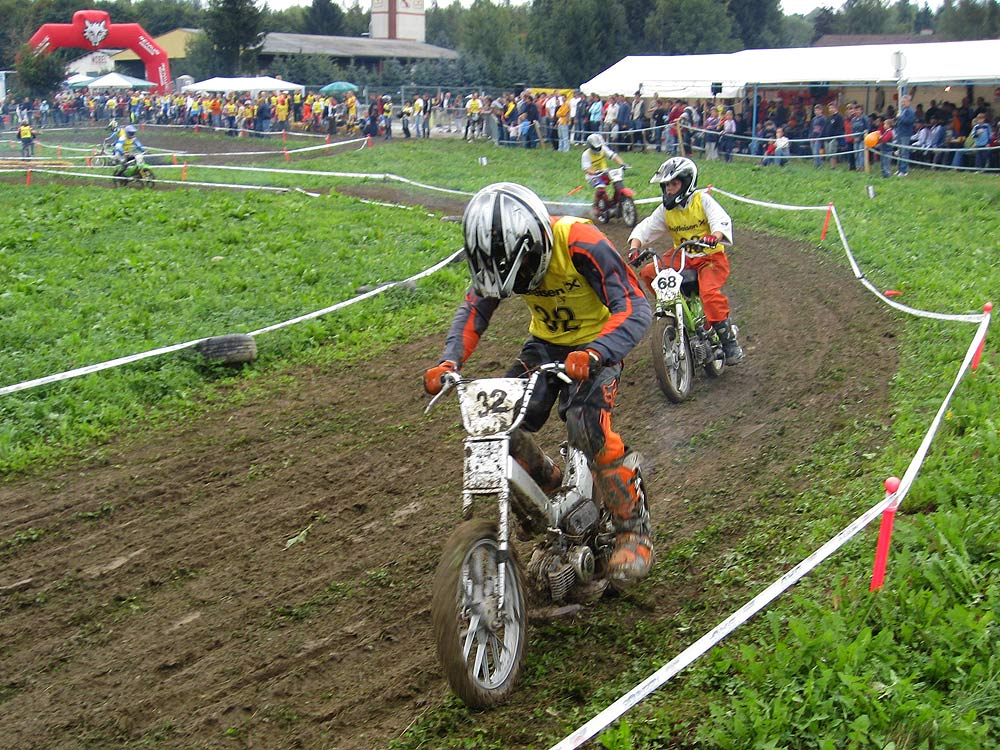
Maxi-Rennen in Wünschendorf

Seit Altmeister Johann Puch Fabrikant wurde, sind Rennsporterfolge ein zentrales Thema bei Erzeuger und Publikum. Doch aktiver Rennsport ist allein schon aus Kostengründen den meisten Menschen verwehrt. Dass mit dem Maxi Rennen gefahren werden, stand definitiv nicht im Pflichtenheft von Designer Lepoix.
Die preiswerte Massenbasis des Maxi führte einerseits zu Customizing für Show-Zwecke, andererseits zu Umbauten für den Renneinsatz auf Asphalt und im Gelände. Der österreichische „Zweirad Club Bist du Moped“ ist ein Beispiel für den Rennsport mit dem Puch Maxi.
Formationen wie die „Moped Army“ bemühen sich um stilprägende Positionen. Den privaten Schrauber-Szenen haben sich längst auch Anbieter wie „1977mopeds“ angeschlossen.

## Popularität und Verbreitung

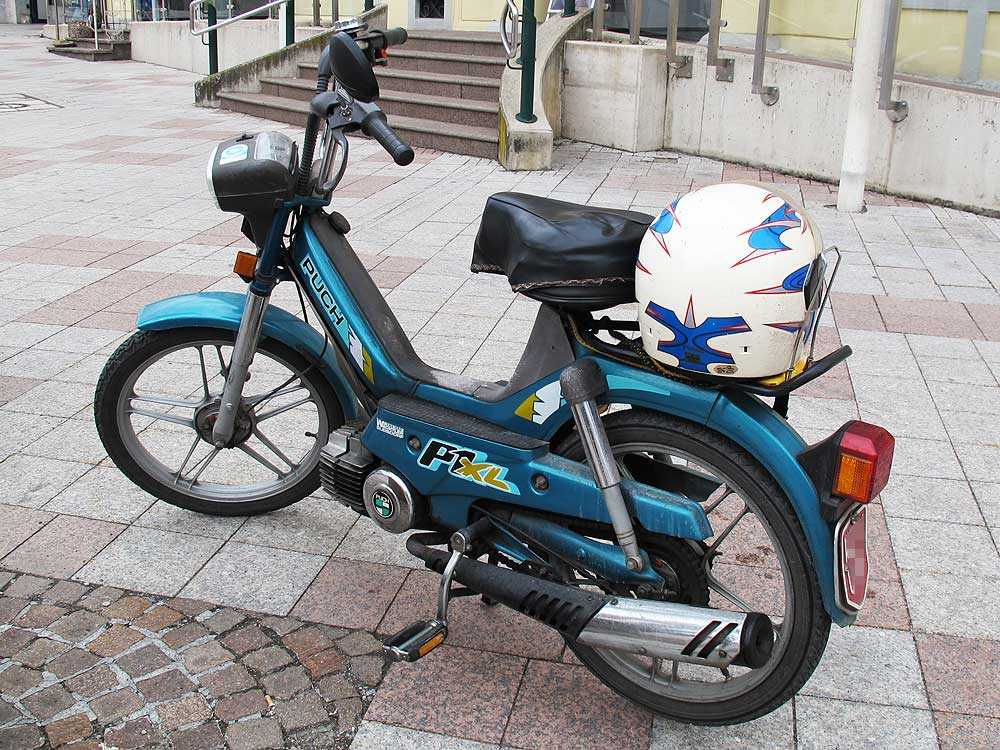
Puch Maxi XL P1

Das Maxi ist auch Anfang des 21. Jahrhunderts quer durch Europa im Alltag anzutreffen, vom Balkan bis in Nordische Länder. Die 1990er-Jahre Maxis, wie das XL P1, werden – zeitbedingt – in der Standard-Literatur von Ehn und Verwüster nicht beschrieben. In Österreich ist das Mofa längst als Moped-Sonderform geläufig und der Produktname „Puch Maxi“ wird in seiner Kurzform „Maxi“ für eine eigene Fahrzeugkategorie genommen, oft auch auf andere Fabrikate angewandt.

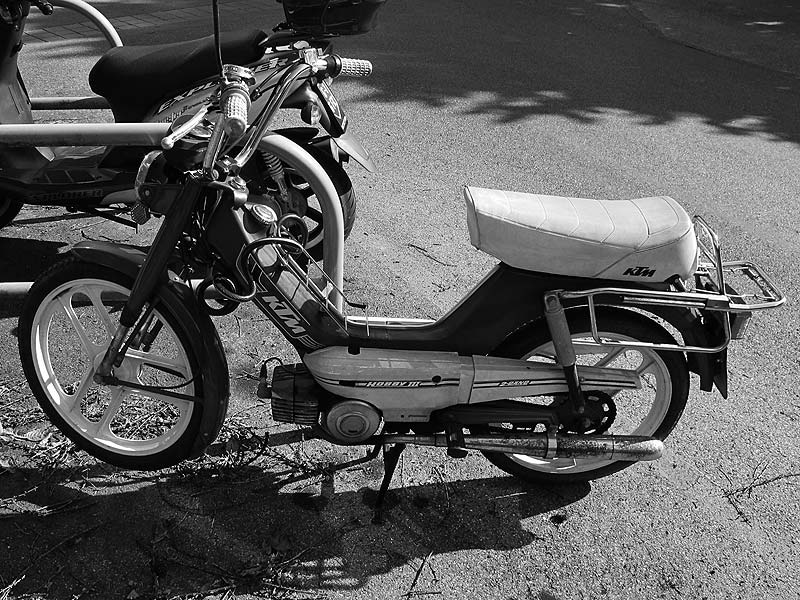
Die Verwandtschaft ist unübersehbar: KTM Hobby III (2-Gang)

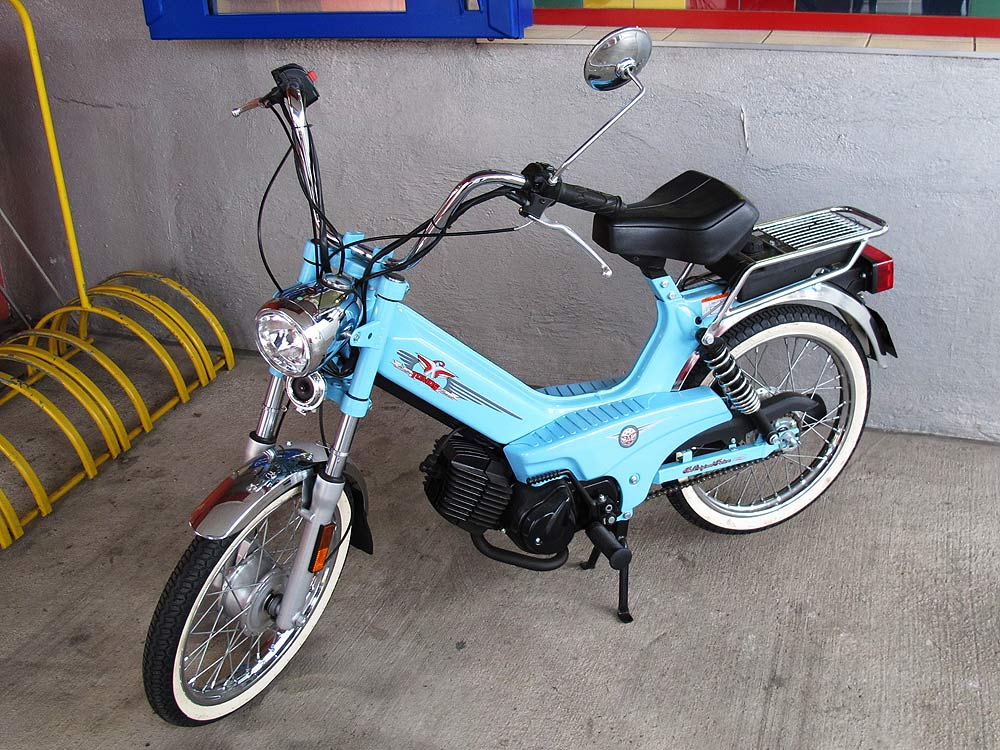
Slowenisches Schwestermodell Tomos Classic XL 25

Was etwa im englischsprachigen Raum als „Motor-assisted Bicycle“ oder „Small Moped“ gilt, ist in Österreich in Gestalt seines südslawischen Ablegers Tomos immer noch fabrikneu in Geschäften erhältlich. Maxis sind auf Österreichs Straßen allgegenwärtig. Gelegentlich auch als das „Schwestermodell“ von KTM, das „KTM Hobby“, welches zum Teil ebenfalls mit den erfolgreichen Eingang-Automatik-(Firmeninterne Bezeichnung E50) und Zweigang-Automatik-(ZA50) -Motoren von Puch ausgestattet war.

## Modelle
- Automatikmotoren (E50)
  - Puch Maxi
  - Puch Maxi L
  - Puch Maxi N
  - Puch Maxi S (Sport)
  - Puch Maxi E
  - Puch Maxi P2
  - Puch Maxi K (Kickstarter)
  - Puch Maxi GS (Geländesport)

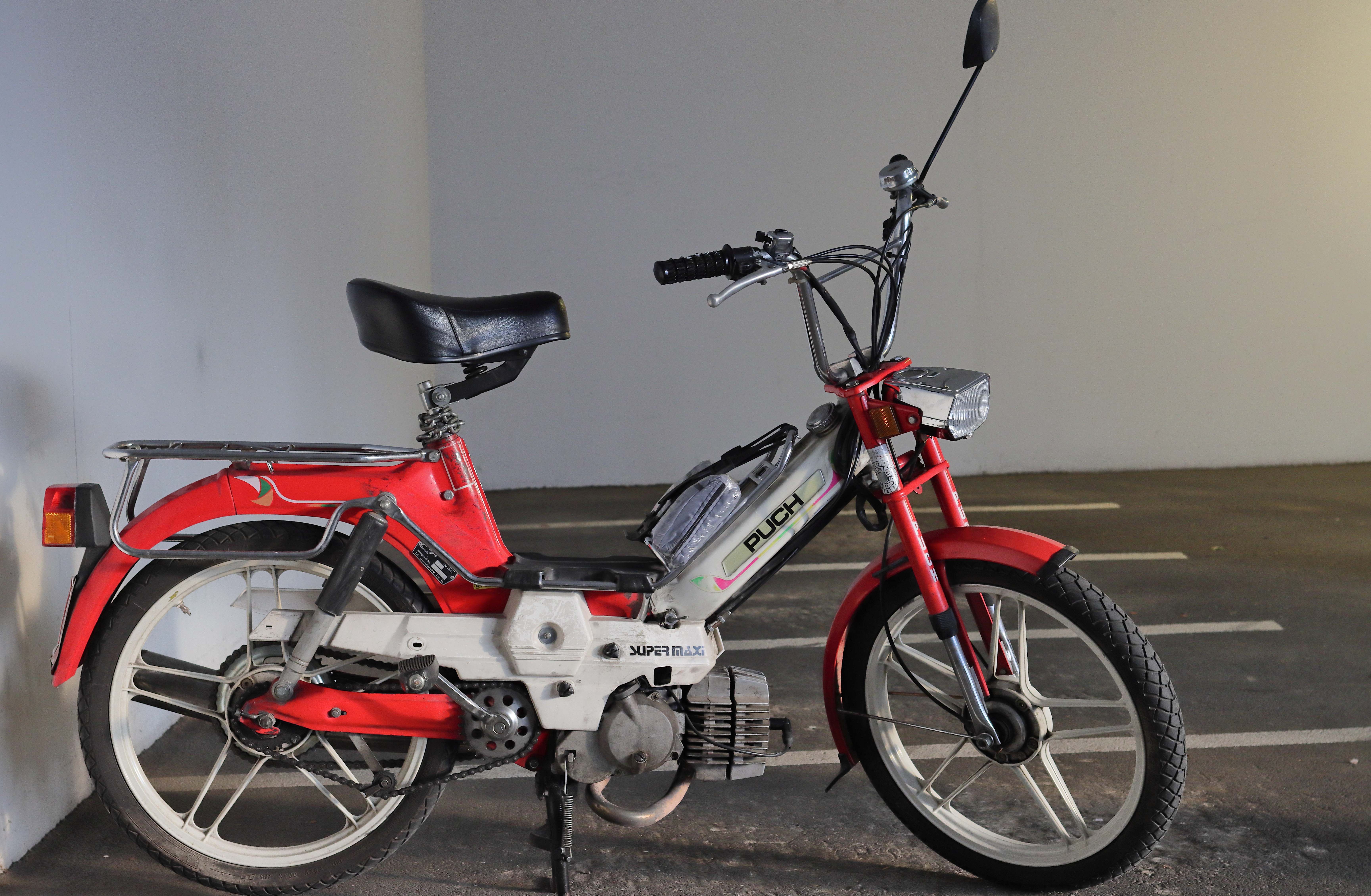
Puch Supermaxi

  - Puch maxi Tsch (Verkaufsbezeichnung L)
  - Puch Supermaxi LG 1
- 2-Gang Automatikmotoren (ZA50)
  - Puch Supermaxi LG 2
  - Puch Maxi S 2a (Verkaufsbezeichnung: L2)
- 2-Gang-Motoren (Z50)
  - Puch Maxi 2 (Verkaufsbezeichnung: Sport MK II)
  - Puch Maxi N 2
  - Puch Maxi S 2
  - Puch Maxi E 2
  - Puch Maxi 2 K
  - Puch Maxi GS 2
  - Puch Maxi Custom
- Sondermodelle
  - Puch Maxi N Chopper (Automatikmotor)
  - Puch Maxi Nostalgie (Automatikmotor, Maxi-S-Rahmen, nur 1976 gebaut)
  - Puch Maxi Sport (Automatikmotor, Lange Sitzbank, Gepäckträger mit Reflektoren an den Seiten)
  - Puch Maxi N DGR (Automatikmotor, Druckgussräder)
  - Puch Maxi Plus (Automatikmotor)
  - Puch Maxi Sport DGR (Automatikmotor, Druckgussräder)
  - Puch Maxi Super S (Automatikmotor, weiße Lackierung, Lampenmaske)
  - Puch Maxi N Off Road (Automatikmotor, Offroadausführung, andere Gabel, anderes Schutzblech)
  - Puch Mini Maxi (Automatikmotor, kleine Felgen)
  - Puch Maxi 2 (2-Gang Motor)
  - Puch Maxi Turbo Sport (4-Gang Fußschaltung)
  - Puch Maxi Casablanca (wurde nur 1972–1973 gebaut)
  - Puch Maxi Strada (Puch Maxi N mit kat. Motor)

## Technische Daten
| Modell                             | Puch Maxi N (1985)                                                                    | Puch Maxi S (1978)                                                                    | Puch Maxi S2                                                                          | Puch Maxi N2                                                                          |
| ---------------------------------- | ------------------------------------------------------------------------------------- | ------------------------------------------------------------------------------------- | ------------------------------------------------------------------------------------- | ------------------------------------------------------------------------------------- |
| Motor                              | 1-Gang-Automatikmotor Puch E50                                                        | 1-Gang-Automatikmotor Puch E50                                                        | 2-Gang-Automatikmotor Puch ZA50                                                       | 2-Gang-Automatikmotor Puch ZA50                                                       |
| Zylinder                           | 1                                                                                     | 1                                                                                     | 1                                                                                     | 1                                                                                     |
| Hubraum                            | 48,8 cm³                                                                              | 48,8 cm³                                                                              | 48,8 cm³                                                                              | 48,8 cm³                                                                              |
| Leistung                           | 0,8 kW (1,2 PS) bei 4000/min                                                          | 0,8 kW (1,2 PS) bei 4000/min                                                          | 0,8 kW (1,2 PS) bei 4000/min                                                          | 0,8 kW (1,2 PS) bei 4000/min                                                          |
| Höchstgeschwindigkeit              | 25 km/h (in Deutschland), bzw. 30 km/h (in der Schweiz), bzw. 40 km/h (in Österreich) | 25 km/h (in Deutschland), bzw. 30 km/h (in der Schweiz), bzw. 40 km/h (in Österreich) | 25 km/h (in Deutschland), bzw. 30 km/h (in der Schweiz), bzw. 40 km/h (in Österreich) | 25 km/h (in Deutschland), bzw. 30 km/h (in der Schweiz), bzw. 40 km/h (in Österreich) |
| Getriebegänge                      | 1 automatisch                                                                         | 1 automatisch                                                                         | 2 automatisch                                                                         | 2 automatisch                                                                         |
| Kraftstoff                         | Benzingemisch 1:50                                                                    | Benzingemisch 1:50                                                                    | Benzingemisch 1:50                                                                    | Benzingemisch 1:50                                                                    |
| Verbrauch                          | 1,5 l/100 km                                                                          | 1,5 l/100 km                                                                          | 1,5 l/100 km                                                                          | 1,5 l/100 km                                                                          |
| Tankinhalt                         | 3,2 l                                                                                 | 3,2 l                                                                                 | 3,2 l                                                                                 | 3,2 l                                                                                 |
| Leergewicht                        | 44 kg                                                                                 | 44 kg                                                                                 | 44 kg                                                                                 | 44 kg                                                                                 |
| Zulässiges Gesamtgewicht           | 130 kg                                                                                | 130 kg                                                                                | 130 kg                                                                                | 130 kg                                                                                |
| Sitzplätze                         | 1 oder 2                                                                              | 1 oder 2                                                                              | 1 oder 2                                                                              | 1 oder 2                                                                              |
| Sonstiges                          | Besitzt keine Hinterradfederung                                                       | Mit Hinterradfederung                                                                 | Mit Hinterradfederung und 2-Gang-Motor                                                | Ohne Hinterradfederung, mit 2-Gang-Motor                                              |
| Originalritzel (Motor / Hinterrad) | 13 / 45                                                                               | 13 / 45                                                                               | 18 / 45                                                                               | 18 / 45                                                                               |